# 克里满河
克里满河，也称吾甫浪吉勒尕河，位于中华人民共和国新疆维吾尔自治区喀什地区塔什库尔干塔吉克自治县边境地区的一条河流，是克勒青河左岸支流。发源于喀喇昆仑山脉海拔4910米的吾甫浪达坂及海拔5888米的塔木太开山北坡，自西北向东南流，下游为中国与巴基斯坦之间的界河，最后于吾甫浪处汇入克勒青河，汇合口处海拔3249米。河流全长42千米，流域面积352平方千米，年均径流量约0.67亿立方米。流域内共发育有冰川79条，冰川面积169.76平方千米。流域平均海拔在5000米以上，冰峰耸立，常年被积雪和冰川覆盖。 吾甫浪，塔吉克语是“死亡之谷” 。